# Antônio Rodrigues Filho
Antônio Rodrigues Filho (Rio Grande, 15 april 1950) is een voormalig Braziliaans voetballer, ook bekend onder spelersnaam Neca. 

## Biografie
Neca begon zijn carrière bij Rio Grande, de oudste nog bestaande voetbalclub van het land. Na twee jaar trok hij naar Esportivo Bento Gonçalves en speelde hier tot 1975 toen hij op aanvraag van trainer Ênio Andrade naar Grêmio gehaald werd. Hij scoorde aan de lopende band in het Campeonato Gaúcho en mocht in 1976 zelfs opdraven in enkele vriendschappelijke wedstrijden voor het nationale elftal. In 1976 trok hij naar Corinthians, waarmee hij vicelandskampioen werd. In 1977 ging hij naar Cruzeiro waarmee hij de finale van de Copa Libertadores verloor. Datzelfde jaar verkaste hij nog naar São Paulo waarmee hij de landstitel won. 